# Whomp That Sucker
Albums de Sparks
Terminal Jive
(1980) Angst in My Pants
(1982)
Singles
1. Tips for Teens
Sortie : mai 1981
2. Funny Face
Sortie : septembre 1981

Whomp That Sucker est le dixième album du groupe américain de rock Sparks. Il est sorti en 1981 sur le label RCA Records aux États-Unis.

## Histoire
Après deux albums produits par Giorgio Moroder dans une veine électronique, No. 1 in Heaven et Terminal Jive, Sparks retourne à une musique plus rock. Les frères Ron et Russell Mael s'entourent du guitariste Bob Haag, du bassiste Leslie Bohem (en) et du batteur David Kendrick (en). Ces trois musiciens les accompagnent sur les quatre albums qu'ils publient entre 1981 et 1986 ; ils forment également un groupe de leur côté baptisé Gleaming Spires (en).

## Fiche technique

### Chansons
Toutes les chansons sont écrites et composées par Ron Mael et Russell Mael.
| 1. | Tips for Teens      | 3:33 |
| 2. | Funny Face          | 3:24 |
| 3. | Where's My Girl     | 3:14 |
| 4. | Upstairs            | 3:40 |
| 5. | I Married a Martian | 5:12 |

| 6.  | The Willys           | 2:57 |
| 7.  | Don't Shoot Me       | 3:56 |
| 8.  | Suzie Safety         | 3:57 |
| 9.  | That's Not Nastassia | 4:57 |
| 10. | Wacky Women          | 2:47 |

### Musiciens
- Russell Mael : chant
- Ron Mael : claviers
- Bob Haag : guitare, chœurs
- Leslie Bohem (en) : basse, chœurs
- David Kendrick (en) : batterie
- Reinhold Mack : programmation des synthétiseurs, effets sonores

### Équipe de production
- Reinhold Mack : producteur, ingénieur du son
- Ron Mael : concept de pochette

### Classements et certifications
| Pays (classement)          | Meilleure position |
| -------------------------- | ------------------ |
| États-Unis (Billboard 200) | 182                |